# Concursul Muzical Eurovision 2009
Concursul Muzical Eurovision 2009 a fost a 54-a ediție a Concursului Muzical Eurovision. A avut loc între 12 și 16 mai 2009 la Stadionul Olimpic din Moscova, Rusia.
Concursul a fost câștigat de Alexander Rybak din Norvegia și cântecul său, "Fairytale", care a primit cel mai mare punctaj din istoria Eurovisionului, și anume 387 de puncte (Până atunci, cel mai mare scor l-a avut Finlanda în 2006 cu 292 de puncte). Locul al doilea a fost ocupat de Islanda, al treilea, de Azerbaidjan, al patrulea, de Turcia, și al cincilea, de Regatul Unit (cel mai bun loc al lor din 2002).
După criticarea sistemului de votare în urma Concursului din 2007, procedura a fost schimbată prin reintroducerea unui juriu național alături de televot, în timp ce formatul semifinalelor a rămas același. 42 de țări au participat la concurs. Slovacia a revenit printre participanți, în timp ce San Marino s-a retras din cauza problemelor financiare. Letonia și Georgia și-au anunțat inițial intenția de a părăsi concursul, dar prezența lor a fost confirmată ulterior de Uniunea Europeană de Radio-Televiziune (EBU). Totuși, Georgia s-a retras într-adevăr, după ce EBU i-a respins melodia, care încălca regulile concursului.

## Sala
Concursul a avut loc în Rusia, ca urmare a victoriei lui Dima Bilan la Concursul din 2008 din Belgrad, Serbia, cu melodia "Believe".
Canalul 1 a propus desfășurarea concursului în Stadionul Olimpic din Moscova, propunerea fiind evaluată de EBU și confirmată pe 13 septembrie 2008. Directorul general al stadionului, Vladimir Ciurilin, a infirmat zvonuri privind reconstrucția de urgență a clădirii: "Nu va fi nevoie pentru Concursul Muzical Eurovision. Acum putem primi până la 25 000 de specatori".

### Aspectul vizual
Televiziunea gazdă, Canalul 1, a prezentat sigla secundară și tema concursului pe 30 ianuarie 2009. Sigla secundară e bazată pe o pasăre fantastică, folosită în mai multe culori. Ca și în ceilalți ani, sigla secundară a fost prezentată alături de sigla standard. Începând din 2001, 2009 a fost primul an în care concursul nu a avut slogan.
Aspectul scenei a fost realizat de designerul John Casey și s-a bazat pe tema avangardei rusești contemporane. Casey, care a creat și scena Concursului Muzical Eurovision 1997 în Dublin, a fost implicat în designul pentru anii 1994 și 1995. Casey a explicat că diversele ecrane LED formează produsul final. Mai mult, porțiuni mari ale scenei se puteau mișca, inclusiv secțiunea circulară centrală formată din ecrane LED curbate, care pot fi mutate astfel încât să ofere o senzație diferită fiecărei piese.
„Cărțile poștale” (filmulețele dintre interpretări) au fost întocmite astfel:
- Miss World 2008, Xenia Suhinova apare;
- Un grup de clădiri celebre, monumente și peisaje din țara respectivă sunt arătate, interschimbate tridimensional ca paginile unei cărți;
- Suhinova reapare, purtând o pălărie formată din elementele enumerate mai sus, având o coafură diferită de fiecare dată, și un tricou în culorile steagului țării. La dreapta apare sigla secundară, alături de numele țării; În cartea poștală a Rusiei, Suhinova arată la fel ca la începutul fiecărui filmuleț și nu are nici o coafură diferită.
- În final, o expresie în rusă transliterată și traducerea ei în engleză sunt afișate (de exemplu, Spasibo și Thank you).

## Țările participante
În urma publicării listei finale de participanți de către EBU, 42 de țări și-au confirmat participarea la concursul din 2009, inclusiv Slovacia, care a revenit după 11 ani de absență.
Georgia și-a anunțat retragerea din cauza războiului din Osetia de Sud din 2008, în semn de protest față de diplomația externă a Rusiei, dar a decis ulterior să participe, inspirată de victoria sa la Eurovision Junior 2008 și cele 12 puncte primite de la Rusia în același concurs. În cele din urmă, țara a părăsit competiția din cauza referințelor politice incluse în piesa cu care ar fi participat în Moscova.
Au apărut zvonuri în legătură cu participarea și întoarcerea în concurs a San Marinoului și a Monacoului. Télé Monte Carlo, televiziunea monegască, a confirmat că discutase cu EBU despre o posibilă întoarcere a Monacoului la Concursul din 2009. În același timp, s-a zvonit și că San Marino s-ar fi retras din cauza rezultatului slab la concursul din 2008. În final, s-a dezvăluit adevărata cauză a retragerii, și anume dificultățile financiare.
Televiziunea Letonă, LTV, și-a anunțat retragerea pe 17 decembrie 2008, la 3 zile după termen, tot din cauze financiare. LTV a încercat apoi să discute cu EBU pentru a găsi o soluție. Pe 20 decembrie 2008, EBU și Canalul 1 Rusia au căzut de acord să nu penalizeze Letonia pentru retragerea târzie. Totuși, pe 12 ianuarie 2009, s-a confirmat participarea Letoniei la Concursul din 2009.
Fiecare țară și-a ales piesa printr-un proces propriu de selecție. Artiști precum Chiara (Malta 1998, Malta 2005) și Sakis Rouvas (Grecia 2004), s-au întors în competiție. Friðrik Ómar, component al formației Euroband (Islanda 2008) a avut una din vocile de fundal pentru piesa "Is It True?".

## Format
Finala concursului a avut loc pe 16 mai 2009 la Stadionul Olimpic din Moscova, iar semifinalele, pe 12 și 14 mai. 37 de țări au participat în semifinalele concursului, iar Franța, Germania, Regatul Unit, Rusia și Spania s-au calificat automat în finală. Finala a cuprins cele 5 țări precalificate și câte 10 țări din fiecare semifinală. La o ședință din Atena, în iunie 2008, s-au discutat despre posibile schimbări ale formatului concursului din 2009, o propunere fiind aceea ca "Big Four" ("marile patru") să-și piardă locul automat în finală. Totuși, s-a confirmat că aceste țări vor continua să se califice automat.

### Votare
Reacția EBU la nemulțumirile televiziunilor în legătură cu votul politic și al diasporei a fost să evalueze procedura de votare folosită în concurs și să aducă o schimbare. Organizatorii concursului au trimis televiziunilor participante un chestionar în legătură cu sistemul de votare, iar un colectiv de referință a încorporat răspunsurile în sugestii pentru schimbarea formatului. TVP, postul polonez, a sugerat ca un juriu internațional similar cu cel folosit la Concursul de dans Eurovision 2008 să fie introdus în Concursul Muzical Eurovision, pentru a reduce impactul voturilor între vecini și pentru a pune în evidență valoarea artistică a cântecelor.
S-a decis ca, pentru finala concursului, voturile fiecărei țări să fie decise printr-o combinație între televot și juriul național, fiecare contând în proporție de 50%. Metoda selectării țărilor calificate din semifinale a rămas la fel, 9 țări calificându-se prin televot, iar a zecea având piesa favorită a juriului dintre celelalte participante în semifinala respectivă.
Edgar Böhm, directorul secțiunii de divertisment al televiziunii austriece, ORF, a constatat că formatul anului 2008, cu 2 semifinale, "încă integrează grupuri de țări care vor fi favorizate în procesul de votare" și că, "dacă un regulament clar în privința organizării semifinalelor nu este întocmit de EBU, Austria nu va participa în Moscova 2009". În ciuda introducerii votului juriului în finală, Austria nu a revenit în concurs în 2009.

### Alocarea în urne
În vinerea de 30 ianuarie 2009, a avut loc tragerea la sorți pentru împărțirea țărilor în cele două semifinale. Numele țărilor participante au fost așezate în șase urne, în funcție de modul în care acestea au votat în edițiile precedente. După împărțirea celor 38 de țări în semifinale, s-a stabilit ca Germania și Regatul Unit să voteze în prima semifinală, iar Franța, Rusia și Spania, în a doua. Tragerea la sorți care a hotărât ordinea de intrare în concurs a avut loc pe 16 martie 2009.
| Urna 1                                                                                             | Urna 2                                                          | Urna 3                                                                             |
| -------------------------------------------------------------------------------------------------- | --------------------------------------------------------------- | ---------------------------------------------------------------------------------- |
| - Albania - Bosnia și Herțegovina - Croația - Muntenegru - Republica Macedonia - Serbia - Slovenia | - Danemarca - Estonia - Finlanda - Islanda - Norvegia - Suedia  | - Armenia - Azerbaidjan - Belarus - Georgia - Israel - Republica Moldova - Ucraina |
| Urna 4                                                                                             | Urna 5                                                          | Urna 6                                                                             |
| - Belgia - Bulgaria - Cipru - Grecia - Turcia - Țările de Jos                                      | - Andorra - Irlanda - Letonia - Lituania - Portugalia - România | - Elveția - Malta - Polonia - Cehia - Slovacia - Ungaria                           |

## Rezultate

### Țările din semifinale
37 de țări au participat în una dintre cele două semifinale ale concursului.

#### Semifinala 1
- Prima semifinală a avut loc în Moscova pe 12 mai 2009.
- Germania și Regatul Unit au votat în această semifinală.
- Culoarea muștar indică țara aleasă de juriu pentru a concura în finală.

| Nr. de intrare | Țară                  | Limbă                   | Artist           | Cântec                                        | Traducere în română                | Loc | Puncte |
| -------------- | --------------------- | ----------------------- | ---------------- | --------------------------------------------- | ---------------------------------- | --- | ------ |
| 01             | Muntenegru            | engleză                 | Andrea Demirović | "Just Get Out of My Life"                     | Ieși, pur și simplu, din viața mea | 11  | 44     |
| 02             | Cehia                 | engleză, țigănească     | Gipsy.cz         | "Aven Romale"                                 | Veniți, țiganilor                  | 18  | 0      |
| 03             | Belgia                | engleză                 | Patrick Ouchène  | "Copycat"                                     | Imitatorul                         | 17  | 1      |
| 04             | Belarus               | engleză                 | Petr Elfimov     | "Eyes That Never Lie"                         | Ochii care nu mint niciodată       | 13  | 25     |
| 05             | Suedia                | engleză, franceză       | Malena Ernman    | "La voix"                                     | Vocea                              | 04  | 105    |
| 06             | Armenia               | armeană, engleză        | Inga și Anush    | "Jan Jan" (Ջան Ջան)                           | Draga mea                          | 05  | 99     |
| 07             | Andorra               | catalană, engleză       | Susanne Georgi   | "La teva decisió (Get a Life)"                | Decizia ta (Caută-ți o viață)      | 15  | 8      |
| 08             | Elveția               | engleză                 | Lovebugs         | "The Highest Heights"                         | Cele mai înalte culmi              | 14  | 15     |
| 09             | Turcia                | engleză, turcă          | Hadise           | "Düm Tek Tek"                                 | — [A]                              | 02  | 172    |
| 10             | Israel                | arabă, ebraică, engleză | Noa și Mira Awad | "There Must Be Another Way"                   | Trebuie să existe o altă cale      | 07  | 75     |
| 11             | Bulgaria              | engleză                 | Krasimir Avramov | "Illusion"                                    | Iluzia                             | 16  | 7      |
| 12             | Islanda               | engleză                 | Yohanna          | "Is It True?"                                 | E adevărat?                        | 01  | 174    |
| 13             | Republica Macedonia   | macedoneană             | Next Time        | "Neshto Shto Ke Ostane" (Нешто што ќе остане) | Ceva ce va rămâne                  | 10  | 45     |
| 14             | România               | engleză                 | Elena Gheorghe   | "The Balkan Girls"                            | Fetele din Balcani                 | 09  | 67     |
| 15             | Finlanda              | engleză                 | Waldo's People   | "Lose Control"                                | Pierd controlul                    | 12  | 42     |
| 16             | Portugalia            | portugheză              | Flor-de-Lis      | "Todas as ruas do amor"                       | Toate cărările iubirii             | 08  | 70     |
| 17             | Malta                 | engleză                 | Chiara Siracusa  | "What If We"                                  | Ce ar fi, dacă noi                 | 06  | 86     |
| 18             | Bosnia și Herțegovina | bosniacă                | Regina           | "Bistra voda"                                 | Apă limpede                        | 03  | 125    |

#### Semifinala 2
- Cea de-a doua semifinală a avut loc în Moscova pe 14 mai 2009.
- Franța și Rusia au votat în această semifinală. Se decisese ca și Spania să voteze în această semifinală, dar, din cauza organizării defectuoase a grilei de programe, semifinala a fost difuzată cu întârziere, iar telespectatorii spanioli nu au avut ocazia de a vota, deci a fost folosit votul juriului spaniol.
- Culoarea muștar indică țara desemnată de către juriu ca finalistă.

| Nr. de intrare | Țară              | Limbă            | Artist                           | Cântec                                | Traducere în română                | Loc | Puncte |
| -------------- | ----------------- | ---------------- | -------------------------------- | ------------------------------------- | ---------------------------------- | --- | ------ |
| 01             | Croația           | croată           | Igor Cukrov și Andrea Šušnjara   | "Lijepa Tena"                         | Frumoasa Tena                      | 13  | 33     |
| 02             | Irlanda           | engleză          | Sinéad Mulvey și Black Daisy     | "Et Cetera"                           | —                                  | 11  | 52     |
| 03             | Letonia           | rusă             | Intars Busulis                   | "Probka" (Пробка)                     | Ambuteiaj                          | 19  | 7      |
| 04             | Serbia            | sârbă            | Marko Kon și Milan Nikolić       | "Cipela" (Ципела)                     | Pantoful                           | 10  | 60     |
| 05             | Polonia           | engleză          | Lidia Kopania                    | "I Don't Wanna Leave"                 | Nu vreau să plec                   | 12  | 43     |
| 06             | Norvegia          | engleză          | Alexander Rybak                  | "Fairytale"                           | Basmul                             | 01  | 201    |
| 07             | Cipru             | engleză          | Christina Metaxa                 | "Firefly"                             | Licuriciul                         | 14  | 32     |
| 08             | Slovacia          | slovacă          | Kamil Mikulčík și Nela Pocisková | "Leť tmou"                            | Să zburăm prin întuneric           | 18  | 8      |
| 09             | Danemarca         | engleză          | Niels Brinck                     | "Believe Again"                       | Să cred din nou                    | 08  | 69     |
| 10             | Slovenia          | engleză, slovenă | Quartissimo și Martina Majerle   | "Love Symphony"                       | Simfonia dragostei                 | 16  | 14     |
| 11             | Ungaria           | engleză          | Zoli Ádok                        | "Dance with Me"                       | Dansează cu mine                   | 15  | 16     |
| 12             | Azerbaidjan       | engleză          | Aysel Teymurzadə și Arash Labaf  | "Always"                              | Mereu                              | 02  | 180    |
| 13             | Grecia            | engleză          | Sakis Rouvas                     | "This Is Our Night"                   | Aceasta este seara noastră         | 04  | 110    |
| 14             | Lituania          | engleză, rusă    | Sasha Son                        | "Love"                                | Dragostea                          | 09  | 66     |
| 15             | Republica Moldova | engleză, română  | Nelly Ciobanu                    | "Hora din Moldova"                    | —                                  | 05  | 106    |
| 16             | Albania           | engleză          | Kejsi Tola                       | "Carry Me in Your Dreams"             | Poartă-mă în visele tale           | 07  | 73     |
| 17             | Ucraina           | engleză          | Svitlana Loboda                  | "Be My Valentine! (Anti-Crisis Girl)" | Fii iubitul meu! (Fata anti-criză) | 06  | 80     |
| 18             | Estonia           | estonă           | Urban Symphony                   | "Rändajad"                            | Călătorii                          | 03  | 115    |
| 19             | Țările de Jos     | engleză          | De Toppers                       | "Shine"                               | Strălucește                        | 17  | 11     |

### Finala
Finaliștii au fost:
- "Big Four" (Franța, Germania, Regatul Unit și Spania).
- Țara gazdă, Rusia.
- Cele 20 de țări calificate în urma semifinalelor.

Finala a avut loc în Moscova pe 16 mai 2010, la ora 19:00 (UTC) și a fost câștigată de Norvegia.
| Nr. de intrare | Țară                  | Limbă                   | Artist                          | Cântec                                | Traducere în română                | Loc | Puncte |
| -------------- | --------------------- | ----------------------- | ------------------------------- | ------------------------------------- | ---------------------------------- | --- | ------ |
| 01             | Lituania              | engleză, rusă           | Sasha Son                       | "Love"                                | Dragostea                          | 24  | 23     |
| 02             | Israel                | arabă, ebraică, engleză | Noa și Mira Awad                | "There Must Be Another Way"           | Trebuie să existe o altă cale      | 16  | 53     |
| 03             | Franța                | franceză                | Patricia Kaas                   | "Et s'il fallait le faire"            | Și dacă trebuia s-o fac            | 08  | 107    |
| 04             | Suedia                | engleză, franceză       | Malena Ernman                   | "La voix"                             | Vocea                              | 21  | 33     |
| 05             | Croația               | croată                  | Igor Cukrov și Andrea Šušnjara  | "Lijepa Tena"                         | Frumoasa Tena                      | 18  | 45     |
| 06             | Portugalia            | portugheză              | Flor-de-Lis                     | "Todas as ruas do amor"               | Toate cărările iubirii             | 15  | 57     |
| 07             | Islanda               | engleză                 | Yohanna                         | "Is It True?"                         | E adevărat?                        | 02  | 218    |
| 08             | Grecia                | engleză                 | Sakis Rouvas                    | "This Is Our Night"                   | Aceasta este seara noastră         | 07  | 120    |
| 09             | Armenia               | armeană, engleză        | Inga și Anush                   | "Jan Jan" (Ջան Ջան)                   | Draga mea                          | 10  | 92     |
| 10             | Rusia                 | rusă, ucraineană        | Anastasia Prîhodko              | "Mamo" (Мамо)                         | Mamă                               | 11  | 91     |
| 11             | Azerbaidjan           | engleză                 | Aysel Teymurzadə și Arash Labaf | "Always"                              | Mereu                              | 03  | 207    |
| 12             | Bosnia și Herțegovina | bosniacă                | Regina                          | "Bistra voda"                         | Apă limpede                        | 09  | 106    |
| 13             | Republica Moldova     | engleză, română         | Nelly Ciobanu                   | "Hora din Moldova"                    | —                                  | 14  | 69     |
| 14             | Malta                 | engleză                 | Chiara Siracusa                 | "What If We"                          | Ce ar fi dacă noi                  | 22  | 31     |
| 15             | Estonia               | estonă                  | Urban Symphony                  | "Rändajad"                            | Călătorii                          | 06  | 129    |
| 16             | Danemarca             | engleză                 | Niels Brinck                    | "Believe Again"                       | Să cred din nou                    | 13  | 74     |
| 17             | Germania              | engleză                 | Alex Swings Oscar Sings!        | "Miss Kiss Kiss Bang"                 | Domnișoara Pup Pup Bang            | 20  | 35     |
| 18             | Turcia                | engleză, turcă          | Hadise                          | "Düm Tek Tek"                         | —[A]                               | 04  | 177    |
| 19             | Albania               | engleză                 | Kejsi Tola                      | "Carry Me in Your Dreams"             | Poartă-mă în visele tale           | 17  | 48     |
| 20             | Norvegia              | engleză                 | Alexander Rybak                 | "Fairytale"                           | Basmul                             | 01  | 387    |
| 21             | Ucraina               | engleză                 | Svitlana Loboda                 | "Be My Valentine! (Anti-Crisis Girl)" | Fii iubitul meu! (Fata anti-criză) | 12  | 76     |
| 22             | România               | engleză                 | Elena Gheorghe                  | "The Balkan Girls"                    | Fetele din Balcani                 | 19  | 40     |
| 23             | Regatul Unit          | engleză                 | Jade Ewen                       | "It's My Time"                        | E vremea mea                       | 05  | 173    |
| 24             | Finlanda              | engleză                 | Waldo's People                  | "Lose Control"                        | Pierd controlul                    | 25  | 22     |
| 25             | Spania                | engleză, spaniolă       | Soraya Arnelas                  | "La noche es para mí"                 | Noaptea e pentru mine              | 23  | 23     |

#### Votarea în finală
Țările și-au anunțat voturile în ordinea următoare:
| 1. Spania 2. Belgia 3. Belarus 4. Malta 5. Germania 6. Cehia 7. Suedia 8. Islanda 9. Franța 10. Israel 11. Rusia 12. Letonia 13. Muntenegru 14. Andorra | 1. Finlanda 2. Elveția 3. Bulgaria 4. Lituania 5. Regatul Unit 6. Republica Macedonia 7. Slovacia 8. Grecia 9. Bosnia și Herțegovina 10. Ucraina 11. Turcia 12. Albania 13. Serbia 14. Cipru | 1. Polonia 2. Țările de Jos 3. Estonia 4. Croația 5. Portugalia 6. România 7. Irlanda 8. Danemarca 9. Republica Moldova 10. Slovenia 11. Armenia 12. Ungaria 13. Azerbaidjan 14. Norvegia[B] |

## Tabele
Au existat unele probleme în numărarea celor 84 de seturi de voturi în cele două semifinale și în finală.

### Semifinala 1
- Nu s-au constatat probleme în prima semifinală.

| Concurenți            | Rezultatele televotului | Rezultatele televotului | Rezultatele televotului | Rezultatele televotului | Rezultatele televotului | Rezultatele televotului | Rezultatele televotului | Rezultatele televotului | Rezultatele televotului | Rezultatele televotului | Rezultatele televotului | Rezultatele televotului | Rezultatele televotului | Rezultatele televotului | Rezultatele televotului | Rezultatele televotului | Rezultatele televotului | Rezultatele televotului | Rezultatele televotului | Rezultatele televotului | Rezultatele televotului | Rezultatele televotului |
| --------------------- | ----------------------- | ----------------------- | ----------------------- | ----------------------- | ----------------------- | ----------------------- | ----------------------- | ----------------------- | ----------------------- | ----------------------- | ----------------------- | ----------------------- | ----------------------- | ----------------------- | ----------------------- | ----------------------- | ----------------------- | ----------------------- | ----------------------- | ----------------------- | ----------------------- | ----------------------- |
| Concurenți            | Muntenegru              | 44                      |                         | 0                       | 0                       | 3                       | 0                       | 5                       | 1                       | 2                       | 5                       | 1                       | 0                       | 0                       | 8                       | 0                       | 0                       | 1                       | 6                       | 10                      | 2                       | 0                       |
| Cehia                 | 0                       | 0                       |                         | 0                       | 0                       | 0                       | 0                       | 0                       | 0                       | 0                       | 0                       | 0                       | 0                       | 0                       | 0                       | 0                       | 0                       | 0                       | 0                       | 0                       | 0                       |                         |
| Belgia                | 1                       | 0                       | 0                       |                         | 0                       | 0                       | 1                       | 0                       | 0                       | 0                       | 0                       | 0                       | 0                       | 0                       | 0                       | 0                       | 0                       | 0                       | 0                       | 0                       | 0                       |                         |
| Belarus               | 25                      | 2                       | 1                       | 0                       |                         | 1                       | 4                       | 0                       | 0                       | 0                       | 4                       | 1                       | 1                       | 6                       | 0                       | 4                       | 0                       | 1                       | 0                       | 0                       | 0                       |                         |
| Suedia                | 105                     | 0                       | 6                       | 4                       | 7                       |                         | 8                       | 7                       | 4                       | 4                       | 7                       | 0                       | 10                      | 3                       | 4                       | 10                      | 8                       | 8                       | 4                       | 4                       | 7                       |                         |
| Armenia               | 99                      | 4                       | 12                      | 10                      | 10                      | 5                       |                         | 0                       | 1                       | 10                      | 10                      | 8                       | 2                       | 2                       | 8                       | 1                       | 0                       | 0                       | 1                       | 10                      | 5                       |                         |
| Andorra               | 8                       | 0                       | 0                       | 0                       | 0                       | 0                       | 0                       |                         | 0                       | 1                       | 0                       | 0                       | 0                       | 0                       | 0                       | 0                       | 4                       | 3                       | 0                       | 0                       | 0                       |                         |
| Elveția               | 15                      | 0                       | 0                       | 0                       | 2                       | 2                       | 0                       | 2                       |                         | 0                       | 0                       | 0                       | 0                       | 0                       | 0                       | 5                       | 2                       | 0                       | 2                       | 0                       | 0                       |                         |
| Turcia                | 172                     | 8                       | 5                       | 12                      | 6                       | 7                       | 10                      | 5                       | 12                      |                         | 6                       | 12                      | 7                       | 12                      | 12                      | 7                       | 5                       | 10                      | 12                      | 12                      | 12                      |                         |
| Israel                | 75                      | 5                       | 4                       | 3                       | 4                       | 6                       | 7                       | 8                       | 5                       | 3                       |                         | 4                       | 6                       | 1                       | 3                       | 6                       | 0                       | 4                       | 0                       | 5                       | 1                       |                         |
| Bulgaria              | 7                       | 0                       | 0                       | 0                       | 0                       | 0                       | 0                       | 0                       | 0                       | 2                       | 0                       |                         | 0                       | 5                       | 0                       | 0                       | 0                       | 0                       | 0                       | 0                       | 0                       |                         |
| Islanda               | 174                     | 7                       | 10                      | 7                       | 12                      | 12                      | 12                      | 10                      | 7                       | 8                       | 12                      | 6                       |                         | 4                       | 10                      | 12                      | 12                      | 12                      | 7                       | 6                       | 8                       |                         |
| Rep. Macedonia        | 45                      | 10                      | 3                       | 0                       | 0                       | 0                       | 0                       | 0                       | 6                       | 6                       | 0                       | 10                      | 0                       |                         | 2                       | 0                       | 0                       | 0                       | 8                       | 0                       | 0                       |                         |
| România               | 67                      | 6                       | 0                       | 2                       | 1                       | 0                       | 2                       | 4                       | 0                       | 7                       | 8                       | 5                       | 4                       | 7                       |                         | 0                       | 10                      | 2                       | 6                       | 1                       | 2                       |                         |
| Finlanda              | 42                      | 3                       | 0                       | 1                       | 0                       | 10                      | 0                       | 3                       | 0                       | 0                       | 0                       | 0                       | 12                      | 0                       | 1                       |                         | 3                       | 5                       | 0                       | 0                       | 4                       |                         |
| Portugalia            | 70                      | 0                       | 2                       | 6                       | 0                       | 3                       | 0                       | 12                      | 10                      | 0                       | 2                       | 2                       | 8                       | 0                       | 7                       | 2                       |                         | 0                       | 3                       | 7                       | 6                       |                         |
| Malta                 | 86                      | 1                       | 7                       | 8                       | 8                       | 4                       | 3                       | 6                       | 3                       | 0                       | 5                       | 3                       | 5                       | 0                       | 6                       | 3                       | 6                       |                         | 5                       | 3                       | 10                      |                         |
| Bosnia și Herțegovina | 125                     | 12                      | 8                       | 5                       | 5                       | 8                       | 6                       | 0                       | 8                       | 12                      | 3                       | 7                       | 3                       | 10                      | 5                       | 8                       | 7                       | 7                       |                         | 8                       | 3                       |                         |

### Semifinala 2
- În cea de-a doua semifinală, întârzierile Albaniei și Spaniei în difuzarea evenimentului au făcut ca rezultatele acestor țări să fie decise de juriile de rezervă.

| Procedura de votare folosită: Portocaliu: Televot. Albastru: Juriu. | Procedura de votare folosită: Portocaliu: Televot. Albastru: Juriu. | Rezultatele televotului | Rezultatele televotului | Rezultatele televotului | Rezultatele televotului | Rezultatele televotului | Rezultatele televotului | Rezultatele televotului | Rezultatele televotului | Rezultatele televotului | Rezultatele televotului | Rezultatele televotului | Rezultatele televotului | Rezultatele televotului | Rezultatele televotului | Rezultatele televotului | Rezultatele televotului | Rezultatele televotului | Rezultatele televotului | Rezultatele televotului | Rezultatele televotului | Rezultatele televotului | Rezultatele televotului | Rezultatele televotului | Rezultatele televotului | Rezultatele televotului | Rezultatele televotului | Rezultatele televotului | Rezultatele televotului | Rezultatele televotului | Rezultatele televotului | Rezultatele televotului | Rezultatele televotului | Rezultatele televotului | Rezultatele televotului | Rezultatele televotului | Rezultatele televotului | Rezultatele televotului | Rezultatele televotului | Rezultatele televotului | Rezultatele televotului | Rezultatele televotului | Rezultatele televotului | Rezultatele televotului |
| Procedura de votare folosită: Portocaliu: Televot. Albastru: Juriu. | Procedura de votare folosită: Portocaliu: Televot. Albastru: Juriu. |                         |                         |                         |                         |                         |                         |                         |                         |                         |                         |                         |                         |                         |                         |                         |                         |                         |                         |                         |                         |                         |                         |                         |                         |                         |                         |                         |                         |                         |                         |                         |                         |                         |                         |                         |                         |                         |                         |                         |                         |                         |                         |                         |
| Concurenți                                                          | Croația                                                             | 33                      |                         | 0                       | 0                       | 12                      | 0                       | 0                       | 2                       | 0                       | 0                       | 10                      | 1                       | 0                       | 0                       | 0                       | 3                       | 1                       | 1                       | 0                       | 0                       | 0                       | 3                       | 0                       |                         |                         |                         |                         |                         |                         |                         |                         |                         |                         |                         |                         |                         |                         |                         |                         |                         |                         |                         |                         |
| Concurenți                                                          | Irlanda                                                             | 52                      | 1                       |                         | 5                       | 3                       | 3                       | 4                       | 0                       | 0                       | 10                      | 2                       | 0                       | 0                       | 0                       | 7                       | 2                       | 7                       | 0                       | 4                       | 3                       | 1                       | 0                       | 0                       |                         |                         |                         |                         |                         |                         |                         |                         |                         |                         |                         |                         |                         |                         |                         |                         |                         |                         |                         |                         |
| Concurenți                                                          | Letonia                                                             | 7                       | 0                       | 0                       |                         | 0                       | 0                       | 0                       | 0                       | 0                       | 0                       | 0                       | 0                       | 0                       | 0                       | 6                       | 0                       | 0                       | 0                       | 1                       | 0                       | 0                       | 0                       | 0                       |                         |                         |                         |                         |                         |                         |                         |                         |                         |                         |                         |                         |                         |                         |                         |                         |                         |                         |                         |                         |
| Concurenți                                                          | Serbia                                                              | 60                      | 12                      | 0                       | 0                       |                         | 0                       | 2                       | 4                       | 0                       | 0                       | 12                      | 2                       | 0                       | 5                       | 0                       | 0                       | 0                       | 0                       | 0                       | 6                       | 12                      | 0                       | 5                       |                         |                         |                         |                         |                         |                         |                         |                         |                         |                         |                         |                         |                         |                         |                         |                         |                         |                         |                         |                         |
| Concurenți                                                          | Polonia                                                             | 43                      | 0                       | 10                      | 0                       | 0                       |                         | 3                       | 0                       | 3                       | 3                       | 0                       | 0                       | 1                       | 1                       | 3                       | 1                       | 6                       | 6                       | 0                       | 2                       | 4                       | 0                       | 0                       |                         |                         |                         |                         |                         |                         |                         |                         |                         |                         |                         |                         |                         |                         |                         |                         |                         |                         |                         |                         |
| Concurenți                                                          | Norvegia                                                            | 201                     | 8                       | 8                       | 10                      | 8                       | 10                      |                         | 8                       | 10                      | 12                      | 8                       | 10                      | 12                      | 8                       | 12                      | 10                      | 8                       | 10                      | 12                      | 12                      | 3                       | 10                      | 12                      |                         |                         |                         |                         |                         |                         |                         |                         |                         |                         |                         |                         |                         |                         |                         |                         |                         |                         |                         |                         |
| Concurenți                                                          | Cipru                                                               | 32                      | 0                       | 2                       | 1                       | 2                       | 0                       | 0                       |                         | 1                       | 7                       | 0                       | 0                       | 0                       | 12                      | 1                       | 0                       | 0                       | 0                       | 6                       | 0                       | 0                       | 0                       | 0                       |                         |                         |                         |                         |                         |                         |                         |                         |                         |                         |                         |                         |                         |                         |                         |                         |                         |                         |                         |                         |
| Concurenți                                                          | Slovacia                                                            | 8                       | 0                       | 1                       | 0                       | 0                       | 0                       | 0                       | 0                       |                         | 0                       | 0                       | 0                       | 0                       | 0                       | 0                       | 0                       | 4                       | 2                       | 0                       | 0                       | 0                       | 1                       | 0                       |                         |                         |                         |                         |                         |                         |                         |                         |                         |                         |                         |                         |                         |                         |                         |                         |                         |                         |                         |                         |
| Concurenți                                                          | Danemarca                                                           | 69                      | 2                       | 7                       | 3                       | 0                       | 1                       | 12                      | 3                       | 0                       |                         | 5                       | 3                       | 2                       | 2                       | 5                       | 0                       | 5                       | 0                       | 8                       | 7                       | 0                       | 0                       | 4                       |                         |                         |                         |                         |                         |                         |                         |                         |                         |                         |                         |                         |                         |                         |                         |                         |                         |                         |                         |                         |
| Concurenți                                                          | Slovenia                                                            | 14                      | 7                       | 0                       | 0                       | 5                       | 0                       | 0                       | 0                       | 0                       | 0                       |                         | 0                       | 0                       | 0                       | 0                       | 0                       | 2                       | 0                       | 0                       | 0                       | 0                       | 0                       | 0                       |                         |                         |                         |                         |                         |                         |                         |                         |                         |                         |                         |                         |                         |                         |                         |                         |                         |                         |                         |                         |
| Concurenți                                                          | Ungaria                                                             | 16                      | 0                       | 0                       | 0                       | 0                       | 0                       | 0                       | 0                       | 2                       | 0                       | 0                       |                         | 8                       | 0                       | 0                       | 0                       | 3                       | 0                       | 0                       | 0                       | 0                       | 0                       | 3                       |                         |                         |                         |                         |                         |                         |                         |                         |                         |                         |                         |                         |                         |                         |                         |                         |                         |                         |                         |                         |
| Concurenți                                                          | Azerbaidjan                                                         | 180                     | 6                       | 6                       | 8                       | 6                       | 12                      | 6                       | 10                      | 12                      | 8                       | 6                       | 12                      |                         | 7                       | 10                      | 12                      | 0                       | 12                      | 10                      | 8                       | 10                      | 12                      | 7                       |                         |                         |                         |                         |                         |                         |                         |                         |                         |                         |                         |                         |                         |                         |                         |                         |                         |                         |                         |                         |
| Concurenți                                                          | Grecia                                                              | 110                     | 3                       | 0                       | 4                       | 10                      | 2                       | 1                       | 12                      | 5                       | 2                       | 4                       | 6                       | 4                       |                         | 4                       | 6                       | 12                      | 4                       | 5                       | 10                      | 6                       | 4                       | 6                       |                         |                         |                         |                         |                         |                         |                         |                         |                         |                         |                         |                         |                         |                         |                         |                         |                         |                         |                         |                         |
| Concurenți                                                          | Lituania                                                            | 66                      | 0                       | 12                      | 7                       | 0                       | 4                       | 7                       | 1                       | 0                       | 5                       | 0                       | 0                       | 6                       | 0                       |                         | 4                       | 0                       | 5                       | 7                       | 0                       | 2                       | 5                       | 1                       |                         |                         |                         |                         |                         |                         |                         |                         |                         |                         |                         |                         |                         |                         |                         |                         |                         |                         |                         |                         |
| Concurenți                                                          | Rep. Moldova                                                        | 106                     | 5                       | 5                       | 2                       | 7                       | 5                       | 10                      | 7                       | 7                       | 0                       | 3                       | 5                       | 7                       | 6                       | 0                       |                         | 0                       | 8                       | 2                       | 4                       | 7                       | 8                       | 8                       |                         |                         |                         |                         |                         |                         |                         |                         |                         |                         |                         |                         |                         |                         |                         |                         |                         |                         |                         |                         |
| Concurenți                                                          | Albania                                                             | 73                      | 10                      | 0                       | 0                       | 0                       | 6                       | 5                       | 0                       | 4                       | 6                       | 7                       | 4                       | 5                       | 10                      | 0                       | 5                       |                         | 3                       | 0                       | 1                       | 5                       | 2                       | 0                       |                         |                         |                         |                         |                         |                         |                         |                         |                         |                         |                         |                         |                         |                         |                         |                         |                         |                         |                         |                         |
| Concurenți                                                          | Ucraina                                                             | 80                      | 0                       | 3                       | 6                       | 1                       | 7                       | 0                       | 6                       | 6                       | 0                       | 0                       | 8                       | 10                      | 3                       | 2                       | 8                       | 0                       |                         | 3                       | 0                       | 0                       | 7                       | 10                      |                         |                         |                         |                         |                         |                         |                         |                         |                         |                         |                         |                         |                         |                         |                         |                         |                         |                         |                         |                         |
| Concurenți                                                          | Estonia                                                             | 115                     | 4                       | 4                       | 12                      | 4                       | 8                       | 8                       | 5                       | 8                       | 4                       | 1                       | 7                       | 3                       | 4                       | 8                       | 7                       | 0                       | 7                       |                         | 5                       | 8                       | 6                       | 2                       |                         |                         |                         |                         |                         |                         |                         |                         |                         |                         |                         |                         |                         |                         |                         |                         |                         |                         |                         |                         |
| Concurenți                                                          | Țările de Jos                                                       | 11                      | 0                       | 0                       | 0                       | 0                       | 0                       | 0                       | 0                       | 0                       | 1                       | 0                       | 0                       | 0                       | 0                       | 0                       | 0                       | 10                      | 0                       | 0                       |                         | 0                       | 0                       | 0                       |                         |                         |                         |                         |                         |                         |                         |                         |                         |                         |                         |                         |                         |                         |                         |                         |                         |                         |                         |                         |

### Finala
- În finală, votul prin SMS a fost singura metodă folosită pentru oferirea punctelor din partea Ungariei, fiindcă voturile telefonice nu au putut fi numărate, din cauza unei probleme tehnice.
- Rezultatele Norvegiei au fost date doar de juriu, din cauza unei greșeli tehnice din partea rețelei locale de telefonie, iar televoturile și mesajele au devenit inutilizabile.

| Procedura de votare folosită: Portocaliu: Juriu și televot. Verde: Juriu și SMS-uri. Albastru: Doar juriu. | Procedura de votare folosită: Portocaliu: Juriu și televot. Verde: Juriu și SMS-uri. Albastru: Doar juriu. | Rezultatele votului | Rezultatele votului | Rezultatele votului | Rezultatele votului | Rezultatele votului | Rezultatele votului | Rezultatele votului | Rezultatele votului | Rezultatele votului | Rezultatele votului | Rezultatele votului | Rezultatele votului | Rezultatele votului | Rezultatele votului | Rezultatele votului | Rezultatele votului | Rezultatele votului | Rezultatele votului | Rezultatele votului | Rezultatele votului | Rezultatele votului | Rezultatele votului | Rezultatele votului | Rezultatele votului | Rezultatele votului | Rezultatele votului | Rezultatele votului | Rezultatele votului | Rezultatele votului | Rezultatele votului | Rezultatele votului | Rezultatele votului | Rezultatele votului | Rezultatele votului | Rezultatele votului | Rezultatele votului | Rezultatele votului | Rezultatele votului | Rezultatele votului | Rezultatele votului | Rezultatele votului | Rezultatele votului | Rezultatele votului |
| Procedura de votare folosită: Portocaliu: Juriu și televot. Verde: Juriu și SMS-uri. Albastru: Doar juriu. | Procedura de votare folosită: Portocaliu: Juriu și televot. Verde: Juriu și SMS-uri. Albastru: Doar juriu. |                     |                     |                     |                     |                     |                     |                     |                     |                     |                     |                     |                     |                     |                     |                     |                     |                     |                     |                     |                     |                     |                     |                     |                     |                     |                     |                     |                     |                     |                     |                     |                     |                     |                     |                     |                     |                     |                     |                     |                     |                     |                     |                     |
| Concurenți                                                                                                 | Lituania                                                                                                   | 23                  |                     | 0                   | 0                   | 0                   | 0                   | 0                   | 0                   | 0                   | 0                   | 0                   | 1                   | 0                   | 0                   | 0                   | 2                   | 1                   | 0                   | 0                   | 0                   | 0                   | 0                   | 0                   | 4                   | 0                   | 0                   | 0                   | 0                   | 0                   | 0                   | 0                   | 0                   | 1                   | 0                   | 7                   | 7                   | 0                   | 0                   | 0                   | 0                   | 0                   | 0                   | 0                   |
| Concurenți                                                                                                 | Israel | 53                  | 0                   |                     | 10                  | 0                   | 0                   | 0                   | 0                   | 0                   | 0                   | 0                   | 0                   | 8                   | 0                   | 0                   | 5                   | 0                   | 0                   | 0                   | 0                   | 0                   | 1                   | 0                   | 0                   | 0                   | 0                   | 4                   | 4                   | 8                   | 0                   | 7                   | 1                   | 0                   | 0                   | 0                   | 0                   | 0                   | 0                   | 0                   | 5                   | 0                   | 0                   | 0                   |
| Concurenți                                                                                                 | Franța | 107                 | 6                   | 5                   |                     | 0                   | 0                   | 0                   | 6                   | 6                   | 6                   | 10                  | 0                   | 6                   | 0                   | 0                   | 0                   | 2                   | 3                   | 0                   | 2                   | 1                   | 3                   | 0                   | 1                   | 4                   | 3                   | 1                   | 0                   | 1                   | 7                   | 3                   | 7                   | 0                   | 0                   | 3                   | 5                   | 3                   | 0                   | 0                   | 0                   | 7                   | 0                   | 6                   |
| Concurenți                                                                                                 | Suedia | 33                  | 0                   | 0                   | 2                   |                     | 0                   | 0                   | 3                   | 0                   | 0                   | 0                   | 0                   | 0                   | 0                   | 4                   | 6                   | 4                   | 0                   | 0                   | 1                   | 4                   | 0                   | 0                   | 0                   | 7                   | 0                   | 0                   | 0                   | 0                   | 0                   | 2                   | 0                   | 0                   | 0                   | 0                   | 0                   | 0                   | 0                   | 0                   | 0                   | 0                   | 0                   | 0                   |
| Concurenți                                                                                                 | Croația | 45                  | 0                   | 0                   | 0                   | 0                   |                     | 0                   | 1                   | 2                   | 0                   | 0                   | 5                   | 12                  | 2                   | 0                   | 0                   | 0                   | 0                   | 0                   | 0                   | 0                   | 0                   | 0                   | 0                   | 0                   | 0                   | 8                   | 0                   | 0                   | 0                   | 0                   | 0                   | 0                   | 4                   | 0                   | 0                   | 5                   | 0                   | 0                   | 0                   | 6                   | 0                   | 0                   |
| Concurenți                                                                                                 | |                     |                     |                     |                     |                     |                     |                     |                     |                     |                     |                     |                     |                     |                     |                     |                     |                     |                     |                     |                     |                     |                     |                     |                     |                     |                     |                     |                     |                     |                     |                     |                     |                     |                     |                     |                     |                     |                     |                     |                     |                     |                     |                     |
| Concurenți                                                                                                 | Portugalia                                                                                                 | 57                  | 0                   | 0                   | 7                   | 0                   | 0                   |                     | 7                   | 0                   | 0                   | 0                   | 0                   | 1                   | 0                   | 0                   | 3                   | 0                   | 0                   | 0                   | 0                   | 0                   | 0                   | 0                   | 0                   | 0                   | 8                   | 0                   | 7                   | 6                   | 0                   | 6                   | 10                  | 0                   | 0                   | 0                   | 0                   | 0                   | 0                   | 0                   | 2                   | 0                   | 0                   | 0                   |
| Concurenți                                                                                                 | Islanda | 218                 | 8                   | 10                  | 0                   | 10                  | 2                   | 8                   |                     | 4                   | 5                   | 3                   | 0                   | 0                   | 3                   | 12                  | 8                   | 10                  | 7                   | 2                   | 6                   | 12                  | 0                   | 10                  | 8                   | 10                  | 0                   | 5                   | 2                   | 0                   | 2                   | 8                   | 5                   | 5                   | 2                   | 12                  | 8                   | 0                   | 1                   | 5                   | 6                   | 5                   | 7                   | 7                   |
| Concurenți                                                                                                 | Grecia | 120                 | 0                   | 0                   | 0                   | 2                   | 7                   | 0                   | 0                   |                     | 10                  | 4                   | 0                   | 5                   | 0                   | 7                   | 0                   | 0                   | 6                   | 0                   | 12                  | 0                   | 0                   | 8                   | 5                   | 0                   | 1                   | 2                   | 0                   | 5                   | 5                   | 0                   | 2                   | 12                  | 0                   | 0                   | 0                   | 6                   | 0                   | 12                  | 0                   | 4                   | 4                   | 1                   |
| Concurenți                                                                                                 | Armenia | 92                  | 0                   | 8                   | 6                   | 3                   | 0                   | 4                   | 5                   | 0                   |                     | 5                   | 0                   | 0                   | 0                   | 0                   | 0                   | 0                   | 0                   | 6                   | 0                   | 0                   | 2                   | 7                   | 0                   | 1                   | 4                   | 0                   | 12                  | 7                   | 1                   | 0                   | 0                   | 6                   | 1                   | 0                   | 0                   | 0                   | 2                   | 4                   | 3                   | 0                   | 0                   | 5                   |
| Concurenți                                                                                                 | Rusia | 91                  | 7                   | 7                   | 0                   | 0                   | 0                   | 0                   | 0                   | 0                   | 12                  |                     | 6                   | 0                   | 6                   | 0                   | 10                  | 0                   | 5                   | 4                   | 0                   | 0                   | 8                   | 0                   | 0                   | 0                   | 0                   | 0                   | 8                   | 0                   | 8                   | 0                   | 0                   | 0                   | 0                   | 0                   | 6                   | 0                   | 3                   | 1                   | 0                   | 0                   | 0                   | 0                   |
| Concurenți                                                                                                 | |                     |                     |                     |                     |                     |                     |                     |                     |                     |                     |                     |                     |                     |                     |                     |                     |                     |                     |                     |                     |                     |                     |                     |                     |                     |                     |                     |                     |                     |                     |                     |                     |                     |                     |                     |                     |                     |                     |                     |                     |                     |                     |                     |
| Concurenți                                                                                                 | Azerbaidjan                                                                                                | 207                 | 5                   | 6                   | 1                   | 8                   | 10                  | 0                   | 0                   | 8                   | 1                   | 7                   |                     | 3                   | 10                  | 1                   | 7                   | 8                   | 0                   | 12                  | 4                   | 10                  | 10                  | 4                   | 3                   | 2                   | 0                   | 6                   | 10                  | 3                   | 10                  | 0                   | 0                   | 8                   | 3                   | 0                   | 4                   | 4                   | 6                   | 8                   | 4                   | 1                   | 10                  | 10                  |
| Concurenți                                                                                                 | Bosnia și Herțegovina                                                                                      | 106                 | 0                   | 0                   | 0                   | 5                   | 12                  | 0                   | 2                   | 0                   | 0                   | 0                   | 2                   |                     | 0                   | 0                   | 0                   | 0                   | 2                   | 8                   | 5                   | 0                   | 0                   | 0                   | 0                   | 6                   | 0                   | 12                  | 0                   | 0                   | 0                   | 0                   | 4                   | 4                   | 10                  | 0                   | 0                   | 12                  | 0                   | 0                   | 8                   | 10                  | 0                   | 4                   |
| Concurenți                                                                                                 | Rep. Moldova                                                                                               | 69                  | 0                   | 1                   | 0                   | 0                   | 3                   | 12                  | 0                   | 0                   | 2                   | 1                   | 7                   | 0                   |                     | 0                   | 0                   | 0                   | 0                   | 7                   | 0                   | 3                   | 7                   | 12                  | 0                   | 0                   | 5                   | 0                   | 0                   | 4                   | 0                   | 0                   | 0                   | 0                   | 0                   | 0                   | 0                   | 0                   | 5                   | 0                   | 0                   | 0                   | 0                   | 0                   |
| Concurenți                                                                                                 | Malta | 31                  | 1                   | 0                   | 0                   | 0                   | 0                   | 0                   | 0                   | 0                   | 0                   | 0                   | 0                   | 0                   | 0                   |                     | 0                   | 0                   | 4                   | 0                   | 0                   | 0                   | 0                   | 3                   | 6                   | 3                   | 0                   | 0                   | 0                   | 0                   | 0                   | 1                   | 0                   | 0                   | 0                   | 5                   | 1                   | 7                   | 0                   | 0                   | 0                   | 0                   | 0                   | 0                   |
| Concurenți                                                                                                 | Estonia | 129                 | 10                  | 0                   | 0                   | 7                   | 6                   | 0                   | 10                  | 5                   | 0                   | 8                   | 4                   | 0                   | 7                   | 0                   |                     | 5                   | 1                   | 0                   | 0                   | 0                   | 4                   | 1                   | 0                   | 12                  | 0                   | 0                   | 0                   | 0                   | 4                   | 0                   | 0                   | 0                   | 0                   | 6                   | 10                  | 0                   | 8                   | 3                   | 12                  | 0                   | 6                   | 0                   |
| Concurenți                                                                                                 | |                     |                     |                     |                     |                     |                     |                     |                     |                     |                     |                     |                     |                     |                     |                     |                     |                     |                     |                     |                     |                     |                     |                     |                     |                     |                     |                     |                     |                     |                     |                     |                     |                     |                     |                     |                     |                     |                     |                     |                     |                     |                     |                     |
| Concurenți                                                                                                 | Danemarca                                                                                                  | 74                  | 2                   | 0                   | 5                   | 0                   | 0                   | 0                   | 4                   | 0                   | 0                   | 0                   | 0                   | 0                   | 5                   | 6                   | 0                   |                     | 0                   | 0                   | 0                   | 8                   | 5                   | 2                   | 0                   | 0                   | 0                   | 0                   | 0                   | 0                   | 0                   | 5                   | 0                   | 0                   | 0                   | 4                   | 3                   | 1                   | 7                   | 6                   | 0                   | 8                   | 3                   | 0                   |
| Concurenți                                                                                                 | Germania                                                                                                   | 35                  | 0                   | 0                   | 3                   | 0                   | 0                   | 1                   | 0                   | 0                   | 0                   | 0                   | 0                   | 2                   | 0                   | 0                   | 0                   | 7                   |                     | 1                   | 3                   | 6                   | 0                   | 0                   | 7                   | 0                   | 0                   | 0                   | 0                   | 2                   | 0                   | 0                   | 0                   | 0                   | 0                   | 1                   | 0                   | 0                   | 0                   | 0                   | 0                   | 0                   | 0                   | 2                   |
| Concurenți                                                                                                 | Turcia | 177                 | 0                   | 3                   | 12                  | 6                   | 1                   | 3                   | 0                   | 3                   | 4                   | 0                   | 12                  | 7                   | 0                   | 5                   | 0                   | 6                   | 10                  |                     | 10                  | 7                   | 0                   | 6                   | 12                  | 5                   | 2                   | 3                   | 1                   | 12                  | 0                   | 0                   | 12                  | 10                  | 12                  | 0                   | 0                   | 0                   | 0                   | 0                   | 0                   | 0                   | 5                   | 8                   |
| Concurenți                                                                                                 | Albania | 48                  | 0                   | 0                   | 0                   | 1                   | 5                   | 0                   | 0                   | 7                   | 0                   | 0                   | 0                   | 0                   | 0                   | 0                   | 1                   | 0                   | 0                   | 10                  |                     | 0                   | 0                   | 0                   | 0                   | 0                   | 0                   | 7                   | 0                   | 0                   | 0                   | 0                   | 6                   | 0                   | 7                   | 0                   | 0                   | 0                   | 0                   | 0                   | 0                   | 2                   | 2                   | 0                   |
| Concurenți                                                                                                 | Norvegia                                                                                                   | 387                 | 12                  | 12                  | 8                   | 12                  | 8                   | 5                   | 12                  | 10                  | 8                   | 12                  | 8                   | 10                  | 8                   | 8                   | 12                  | 12                  | 12                  | 3                   | 7                   |                     | 12                  | 5                   | 10                  | 8                   | 12                  | 10                  | 3                   | 10                  | 12                  | 10                  | 8                   | 2                   | 8                   | 8                   | 12                  | 10                  | 12                  | 10                  | 10                  | 12                  | 12                  | 12                  |
| Concurenți                                                                                                 | |                     |                     |                     |                     |                     |                     |                     |                     |                     |                     |                     |                     |                     |                     |                     |                     |                     |                     |                     |                     |                     |                     |                     |                     |                     |                     |                     |                     |                     |                     |                     |                     |                     |                     |                     |                     |                     |                     |                     |                     |                     |                     |                     |
| Concurenți                                                                                                 | Ucraina | 76                  | 4                   | 2                   | 0                   | 0                   | 0                   | 6                   | 0                   | 0                   | 3                   | 2                   | 10                  | 0                   | 4                   | 2                   | 0                   | 0                   | 0                   | 0                   | 0                   | 5                   |                     | 0                   | 2                   | 0                   | 6                   | 0                   | 5                   | 0                   | 6                   | 0                   | 0                   | 0                   | 0                   | 0                   | 0                   | 0                   | 10                  | 0                   | 1                   | 0                   | 8                   | 0                   |
| Concurenți                                                                                                 | România | 40                  | 0                   | 0                   | 0                   | 0                   | 0                   | 2                   | 0                   | 0                   | 0                   | 0                   | 3                   | 0                   | 12                  | 0                   | 0                   | 0                   | 0                   | 5                   | 0                   | 0                   | 0                   |                     | 0                   | 0                   | 7                   | 0                   | 0                   | 0                   | 0                   | 0                   | 0                   | 0                   | 5                   | 2                   | 0                   | 2                   | 0                   | 2                   | 0                   | 0                   | 0                   | 0                   |
| Concurenți                                                                                                 | Regatul Unit                                                                                               | 173                 | 3                   | 4                   | 4                   | 0                   | 4                   | 10                  | 0                   | 12                  | 7                   | 6                   | 0                   | 4                   | 1                   | 10                  | 0                   | 3                   | 8                   | 0                   | 8                   | 2                   | 6                   | 0                   |                     | 0                   | 10                  | 0                   | 6                   | 0                   | 3                   | 4                   | 0                   | 7                   | 6                   | 10                  | 2                   | 8                   | 4                   | 7                   | 7                   | 3                   | 1                   | 3                   |
| Concurenți                                                                                                 | Finlanda                                                                                                   | 22                  | 0                   | 0                   | 0                   | 4                   | 0                   | 0                   | 8                   | 0                   | 0                   | 0                   | 0                   | 0                   | 0                   | 3                   | 4                   | 0                   | 0                   | 0                   | 0                   | 0                   | 0                   | 0                   | 0                   |                     | 0                   | 0                   | 0                   | 0                   | 0                   | 0                   | 0                   | 3                   | 0                   | 0                   | 0                   | 0                   | 0                   | 0                   | 0                   | 0                   | 0                   | 0                   |
| Concurenți                                                                                                 | Spania | 23                  | 0                   | 0                   | 0                   | 0                   | 0                   | 7                   | 0                   | 1                   | 0                   | 0                   | 0                   | 0                   | 0                   | 0                   | 0                   | 0                   | 0                   | 0                   | 0                   | 0                   | 0                   | 0                   | 0                   | 0                   |                     | 0                   | 0                   | 0                   | 0                   | 12                  | 3                   | 0                   | 0                   | 0                   | 0                   | 0                   | 0                   | 0                   | 0                   | 0                   | 0                   | 0                   |
| Tabelul este ordonat după intrarea în finală, apoi în semifinală a țărilor.                                | |                     |                     |                     |                     |                     |                     |                     |                     |                     |                     |                     |                     |                     |                     |                     |                     |                     |                     |                     |                     |                     |                     |                     |                     |                     |                     |                     |                     |                     |                     |                     |                     |                     |                     |                     |                     |                     |                     |                     |                     |                     |                     |                     |

#### 12 puncte în finală
| Nr. | Către                 | De la |
| --- | --------------------- | --- |
| 16  | Norvegia              | Belarus, Danemarca, Estonia, Germania, Islanda, Israel, Letonia, Lituania, Polonia, Rusia, Slovenia, Spania, Suedia, Țările de Jos, Ucraina, Ungaria |
| 6   | Turcia                | Azerbaidjan, Belgia, Elveția, Franța, Regatul Unit, Republica Macedonia                                                                              |
| 3   | Bosnia și Herțegovina | Croația, Muntenegru, Serbia |
| 3   | Grecia                | Albania, Bulgaria, Cipru |
| 3   | Islanda               | Irlanda, Malta, Norvegia |
| 2   | Estonia               | Finlanda, Slovacia |
| 2   | Republica Moldova     | Portugalia, România |
| 1   | Armenia               | Cehia |
| 1   | Azerbaidjan           | Turcia |
| 1   | Croația               | Bosnia și Herțegovina |
| 1   | România               | Republica Moldova |
| 1   | Rusia                 | Armenia |
| 1   | Regatul Unit          | Grecia |
| 1   | Spania                | Andorra |

## Artiști care au revenit în concurs
| Artist(ă)    | Țară   | Ani precedenți |
| ------------ | ------ | -------------- |
| Chiara       | Malta  | 1998, 2005     |
| Sakis Rouvas | Grecia | 2004           |

## Difuzare
AustraliaChiar dacă Australia nu are permisiunea de a participa, concursul a fost difuzat pe postul SBS, ca în anii precedenți. Prima semifinală a fost difuzată pe 15 mai 2009, a doua, pe 16 mai, iar finala, pe 17 mai, toate la orele 19:30 (09:30 UTC). În 2009, în loc să difuzeze comentariul Regatului Unit, televiziunea SBS a avut comentatori proprii: Julia Zemiro și Sam Pang. În ultimii ani, concursul Eurovision a fost una dintre emisiunile cele mai urmărite de pe SBS. 276 000 de oameni au urmărit prima semifinală, 414 000, pe a doua, iar finala a fost urmărită de 482 000 de telespectatori.
SBS a difuzat, de asemenea, edițiile din 2008 ale Concursului Eurovision Junior (13 mai 2009) și Concursului de dans Eurovision (6 mai 2009). SBS a difuzat și emisiunile Eurovision Countdown de pe 13, 14 și 15 mai, înainte de semifinale și finală.
 AustriaORF a confirmat că, în ciuda faptului că nu are o melodie participantă la concurs, va continua să difuzeze concursul. Ambele semifinale au fost difuzate de ORF cu întârziere, după miezul nopții, în ora locală. O emisiune de prezentare a cântecelor a putut fi vizionată în noaptea finalei, înaintea votării transmise în direct. Întreaga finală Eurovision a fost transmisă mai târziu în acea noapte. Comentatorul austriac a fost Benny Hörtnag.
 Noua ZeelandăChiar dacă Noua Zeelandă nu are permisiunea de a participa, finala concursului a fost transmisă pe canalul de satelit al Triangle TV, Stratos, pe 17 mai 2009. Postul a difuzat și o combinație a celor două semifinale din 2008 pe 3 mai 2009, iar finala, pe 10 mai. Finala din 2009 a fost difuzată la 10 ore după ce se terminase în Moscova.

La nivelul planetei: O transmisiune în direct a fost disponibilă pe tot cuprinsul Terrei prin satelit, datorită unor canale de televiziune ca HRT Sat (Croația), MKTV Sat (Republica Macedonia), TVR Internațional (România) și RTS Sat (Serbia). De asemenea, site-ul oficial Eurovision a oferit o transmisiune în direct fără comentariu, prin plug-in-ul Octoshape.

## Controverse
Concursul din 2009 a trecut prin câteva controverse și incidente neplăcute în perioada în caze a avut loc, cele mai importante fiind interpretarea melodiei Georgiei ca un atac la adresa primului-ministru al Rusiei, Vladimir Putin, conflictele dintre Armenia și Azerbaidjan din cauza includerii unui monument dintr-o regiune disputată de cele două țări în introducerea video pentru Armenia, întârzierea Spaniei în difuzarea unei semifinale și protestele comunității homosexuale din Rusia.

### Armenia și Azerbaidjan
Armenia și Azerbaidjan au avut mai multe conflicte în cadrul concursului din 2009.
Au existat acuzații că, în timpul transmisiunii în direct la televiziunea azeră, İctimai TV, nu a fost afișat niciun număr de votare pentru cântecul Armeniei. Azerbaidjanul a negat aceste acuzații și a prezentat, ca dovadă, o înregistrare a interpretării Armeniei în care se afla numărul pentru televot. Totuși, o investigare ulterioară a EBU a dezvăluit că iTV a cenzurat numărul pentru Armenia și a distorsionat semnalul TV în timp ce Inga și Anush Arshakyans cântau pe scenă. EBU a amendat iTV cu o sumă confidențială și se spune că a amenințat canalul de televiziune cu excluderea din competiție timp de trei ani, dacă va mai încălca regulile concursului.
În august 2009, un număr de azeri care au votat pentru Armenia în acel an au fost interogați la Ministerul Apărării Naționale din Baku și acuzați de lipsă de patriotism și li s-a spus că reprezintă o amenințare a siguranței naționale. Acest incident a inițiat o altă investigare a EBU, din care a rezultat o schimbare a regulamentului concursului. Astfel, televiziunile participante vor răspunde pentru orice divulgare de informații care ar putea identifica votanții.

### Întârzierea transmisiunii în Spania
Din cauza obligațiilor sale de a difuza Campionatul de Tenis de la Madrid, televiziunea spaniolă, TVE, a transmis a doua semifinală cu întârziere pe cel de-al doilea canal al său, TVE2, cu aproximativ 66 de minute după ce a început în Moscova, și a folosit un juriu de rezervă în loc de televot. Din cauza unui alt conflict de interese, Spania schimbase deja semifinala în care trebuia să voteze, iar delegațiile Andorrei și Portugaliei s-au plâns că s-ar fi bucurat de un avantaj din partea votului spaniol, fiindcă au culturi asemănătoare.
În ziua de după semifinală, ziarul El Mundo a precizat că este posibil ca întârzierea să fi avut loc intenționat, pentru a preveni o victorie a Spaniei, fiindcă RTVE nu ar fi fost în stare să găzduiască Eurovisionul dacă ar fi câștigat. Ziarul ABC a dat vina pe erorile tehnice.
După semifinale, EBU a anunțat că TVE va fi sancționată în contextul concursului din 2010, iar participarea Spaniei în Moscova nu va fi afectată. În finală, Spania nu a obținut multe voturi, terminând pe locul 23, la egalitate cu Lituania, amândouă fiind cu un punct înaintea Finlandei, care a terminat pe ultimul loc, cu 22 de puncte.

### Georgia:We Don't Wanna Put In
După ce s-a hotărât participarea Georgiei în prima semifinală de pe 12 mai, s-a ținut o finală națională. Cântecul selectat, "We Don't Wanna Put In", a stârnit controverse, din cauza conotațiilor sale politice, care se refereau la primul-ministru rus, Vladimir Putin. EBU a respins cântecul, considerându-l o încălcare clară a regulilor concursului. Apoi, a cerut televiziunii georgiene, GPB, pe 10 martie 2009, să schimbe versurile cântecului sau să selecteze altul. GPB a refuzat schimbarea versurilor sau a cântecului, susținând că nu conține referințe politice și că respingerea se datorează presiunii politice din partea Rusiei. GPB a retras Georgia din concurs pe 11 martie. Pe 11 mai, interpreții cântecului, Stephane & 3G, au recunoscut conținutul politic al melodiei și că intenția lor era doar de a-l stânjeni pe Putin în Moscova.

### Protestele comunității homosexuale
Activistul pentru drepturile homosexualilor din Rusia, Nikolai Alekseiev, a folosit prezența în această țară a concursului ca pe o platformă pentru promovarea atitudinii națiunii față de drepturile homosexualilor, contrazicându-l pe primarul Moscovei, Iuri Lujkov, care consideră homosexualitatea un lucru "satanic". Alekseiev a anunțat că ediția din 2009 a Moscow Pride, parada gay anuală a orașului, se va ține în ziua finalei Eurovision, pe 16 mai, cu o zi înainte de Ziua Internațională Împotriva Homofobiei. Parada a fost redenumită în Slavic Pride (Mândria slavă), pentru promovarea drepturilor și a culturii homosexualilor pe tot cuprinsul zonei slave a Europei. Parada nu a primit autorizație de la funcționarii din Moscova, pe motiv că ar distruge moralul societății, și s-a precizat că protestatarii vor fi tratați cu duritate și că se vor lua "măsuri dure" împotriva oricărei persoane care va participa la marș.
Întrunirea a fost întreruptă de poliția din Moscova, iar 20 de protestatari au fost arestați, inclusiv Nikolai Alekseiev și militantul pentru drepturile oamenilor, Peter Tatchell, care a exclamat că "asta demonstrează că rușii nu sunt liberi" în timp ce a fost înlăturat de poliție.
Reprezentanta Suediei, Malena Ernman, a susținut cauza, spunând că nu este homosexuală, dar ar fi mândră să spună că e gay pentru a-și susține fanii, precizând că s-a supărat că guvernul rus nu a permis "un tribut pentru iubire". Câștigătorul concursului, Alexander Rybak din Norvegia, și-a exprimat și el opinia într-un interviu în care a numit Concursul Muzical Eurovision în sine "cea mai mare paradă gay".